# Élections partielles québécoises de 2006
Il y a eu deux élections partielles québécoises en 2006.
- L'élection partielle québécoise d'avril 2006 concernait la circonscription de Sainte-Marie—Saint-Jacques.
- L'élection partielle québécoise d'août 2006 concernait les circonscriptions de Pointe-aux-Trembles et de Taillon.